# Béres Bence (színművész)
Béres Bence Vilmos (Szekszárd, 1994. december 19. –) magyar színész.

## Életpályája
2017-2022 között a Színház- és Filmművészeti Egyetem hallgatója volt, Máté Gábor és Székely Kriszta osztályában. 2021-től a Miskolci Nemzeti Színházban töltötte a gyakorlatát. Diplomáját a salzburgi Mozarteumtól kapta meg.
2022-től a Katona József Színház tagja.

## Magánélete
Kedvenc focicsapata a Juventus.

## Színházi szerepei
- Magányos emberek: Barna (2022)
- Élektra: Püladész (2022)
- A Mester és Margarita: Sztravinszkij, Afranius (2022)
- Yerma: Victor (2022)
- Kasimir és Karoline: Max (2021)
- Mágnás Miska: Mixi (2021)
- Producerek: Franz Liebkind (2021)
- Budapesti Skizo: Feri (2021)
- A nép ellensége (2021)
- A Pál utcai fiúk: A fiatalabb pásztor (2020)
- Hogyan születnek a császárok?: Bassianus (2020)
- Boci-boci tarka (2019)
- Kohlhaas Mihály: Fekete/Lipcse/Henrik/Frigyes
- Képzelt riport egy amerikai popfesztiválról: Manuel, a Pokol angyala (2017)

## Filmográfia
- A mi kis falunk (2020) ...Vizsgafilmes operatőr